# Algiers (гурт)
Algiers — американський рок-гурт з Атланти, штат Джорджія, створений у 2012 році. У гурті грають мультиінструменталісти Франклін Джеймс Фішер, Райан Маган, Лі Теше та Метт Тонґ. На Algiers вплинули дуже різні музичні й не музичні стилі; найбільше з них: пост-панк, госпел, література південної готики та концепт Іншого. Їх звук порівнюють із дистопічним соулом через похмурі відтінки. Афрофолк надихав соліста на роботу з голосом і сильний акцент на атональності.

## Історія
Фішер, Маган і Теше разом грали в Атланті, штат Джорджія, але офіційно утворили гурт у Лондоні в 2012 році, коли випустили перший сингл. Вони вибрали ім'я Algiers, посилаючись на ключове історичне місце антиколоніальної боротьби, що символізує спірний простір, де змішуються насильство, расизм, опір та релігія.
Перший сингл «Blood» гурт випустив в січні 2012 року через лейбл Double Phantom, заснований в Атланті. Байрон Колі із The Wire написав: «Algiers заповзялися прищепити госпел-музику на пост-панк guitar-cuzz… цей запис заворожує і насправді засмоктує вас своєю дивною силою».
Однойменний дебютний альбом «Algiers» вийшов на Matador 2 червня 2015 року. Перед релізом цього альбому гурт виступав на відкритті концерту Інтерпола під час їх Північноамериканського туру. Метт Тонг, який раніше грав у Bloc Party, саме тоді почав грати в Algiers на барабанах.
Навесні наступного року Algiers видали прем'єру й поїхали в тур східними США.
23 червня 2017 року Algiers випустили свій другий студійний альбом — «The Underside of Power». Альбом продюсували Едріан Утлі з Portishead та Алі Чант, а міксував — Рандалл Данн . Це збіглося з виступом на європейському стадіоні, де гурт відкривав виступ Depeche Mode і презентував ремікс на головний сингл із їхнього альбому Spirit. Тоді ж стало відомо, що Algiers працюють на студії з Massive Attack. Упродовж 2018 року гурт гастролював з гуртом Young Fathers, потім у самоорганізованому турі Downtown Boys та спеціальним сетом на 25-й ювілейній вечірці Black Cat.
Algiers також влаштували живе шоу, яке описували так: « нагадує PIL із даб-стилем, Afrobeat, індастріал, no wave, фрі-джаз, Suicide, XTC часів „Travels in Nihilon“, Ніка Кейва, і musique concrete».

## Члени
- Франклін Джеймс Фішер — вокал, гітара, фортепіано, Родес-піано, віолончель, ударні інструменти, семплінґ
- Райан Маган — бас, синтезатори, фортепіано, ударні, програмування барабанів, бек-вокал
- Лі Теше — гітара, петлі, ударні, бек-вокал, літар
- Метт Тонґ — ударні, перкусія, бек-вокал

## Дискографія

### Альбом
- Algiers[en] (2015, Matador[en])
- The Underside of Power[en] (2017, Matador[en])
- There is No Year (2020, Matador[en])
- Shook (2023, Matador)

### EP і сингли
- «Blood» / «Black Eunuch» (2012, Double Phantom Records)
- «Mute Studio Sessions» (2015, Matador)
- «Гуляй, як пантера» (2017, Матадор)
- «Кров» / «Чорний євнух» (2017, Географічна північ)
- «Чи може Sub_Bass говорити?» (2019, Матадор)